# Salacca vermicularis
Salacca vermicularis är en enhjärtbladig växtart som beskrevs av Odoardo Beccari. Salacca vermicularis ingår i släktet Salacca och familjen Arecaceae. Inga underarter finns listade i Catalogue of Life.